# Maktab Anbar

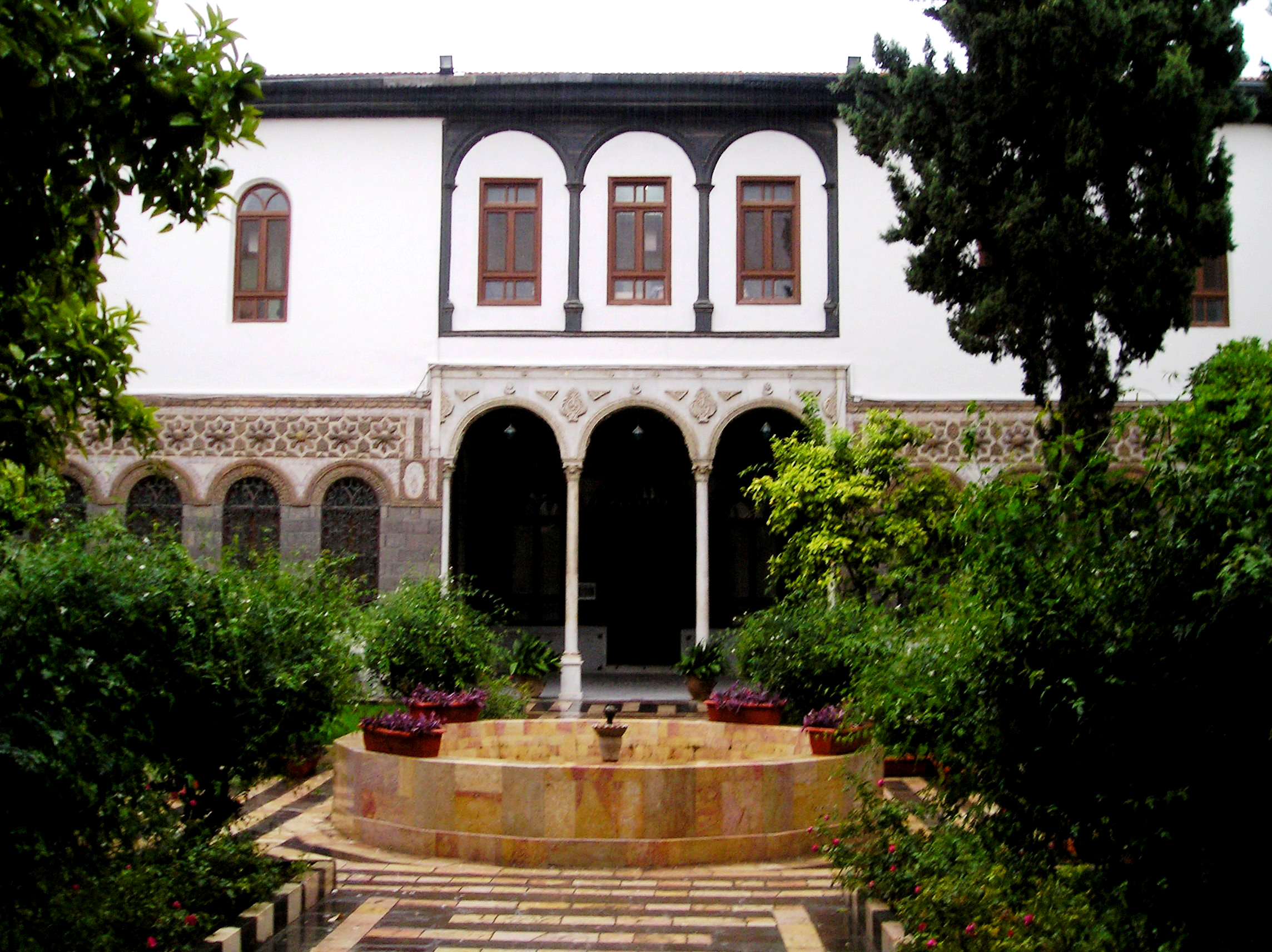
La cour des femmes

Maktab Anbar (arabe : مكتب عنبر) est une vieille maison située dans le centre de Damas près de la mosquée des Omeyyades.
À l'origine conçue pour être une résidence privée, la construction de la maison débute au milieu du XIXe siècle.
Elle est construite autour de trois cours, l'une pour les réceptions officielles, une autre réservée aux femmes, et la dernière pour les domestiques.
À cause du coût de construction trop élevé, le propriétaire abandonne le projet.
Les Ottomans reprennent le chantier, et transforment la maison en école pour garçons.
La maison a été restaurée par le ministère de la Culture en 1976.
Elle accueille maintenant un musée, une salle d'exposition, une bibliothèque et un centre d'artisanat.